# Роберт Форестер Мюшет
Ро́берт Фо́рестер Мюшет (англ. Robert Forester Mushet; 8 квітня 1811, Коулфорд, Глостершир, Англія, Велика Британія — 29 січня 1891, Челтнем, Глостершир, Англія, Велика Британія) — британський металург і бізнесмен.

## Життєпис
Роберт Мюшет був молодшим із трьох синів у батьків-шотландців Агнес Вілсон (англ. Agnes Wilson) і Девіда Мюшета. Його батько, інженер-металург працював на металургійних заводах Клайда (поблизу Глазго), в Альфретоні (Дербішир) і заводі Вайткліффа (Глостершир). У 1818/9 роках Девід Мюшет побудував в історичній області Лісі Діна (Глостершир) металургійний завод Darkhill Ironworks.
Роберт Мюшет навчався у приватній школі Белла в Ньюленді, у віці 14 років вступив до Кембриджу. Свою професійну підготовку він отримав, вивчаючи металургію біля свого батька, першовідкривача чорного вуглекислого залізняка — «каменю Мюшета». У 1845 році Роберт вступив в управління успадкованим від батька металургійним заводом у Лісі Діна (англ. Forest of Dean). Тут він виконав понад десять тисяч дослідів з вивчення впливу домішок на якість сталі. Існує думка, що саме з цим періодом пов'язане додавання ним другого ім'я «Форестер». Численні експерименти Р. Мюшета з металевими сплавами одного разу привели до результату, що невелика добавка дзеркального чавуну (дзеркального заліза, нім. Spiegeleisen), який містив 10…25 % марганцю, до сталі, збільшувала її жароміцність. Але лише у 1856 році вчений зрозумів справжній потенціал свого відкриття.
З моменту винайдення сталі вдосконалювались способи її виробництва. Загальновідомим є процес, запропонований англійським винахідником Генрі Бессемером. Завдяки використанню бесемерівського конвертора, на світовому ринку з'явилась дешева, проста у технології отримання, сталь. Разом з тим, цей процес мав свої недоліки. Отримана сталь була низької якості, так як при продуванні розплаву сталі повітрям частина кисню розчинялась у ньому. При кристалізації надлишковий кисень виділявся у вільному стані і, реагуючи із залізом утворював оксид заліза. Включення оксиду заліза різко знижували механічні властивості сталі, служачи концентраторами напружень. Отримана лита сталь також містила шкідливі домішки сірки, що обумовлювала червоноламкість. Вирішенням цих проблем зайнявся Роберт Форестер Мюшет. Його товариш Томас Браун приніс йому зразок сталі, яка була виплавлена бесемерівським способом, з пропозицією підвищення її якості. Це питання турбувало й самого Г. Бессемера. Останній розумів, що проблема якості плавки залежала від наявності домішок у чавуні й необхідно знайти спосіб випалення домішок до допустимої їх кількості. Не дивлячись на витрати на експерименти у тисячі фунтів стерлінгів, Г. Бессемер не міг знайти вирішення проблеми. Рішення Р. Мюшета було доволі простим: він спочатку максимально можливо випалив усі домішки і вуглець, а потім повторно увів вуглець і марганець додаванням необхідної кількості дзеркального чавуну (марганцевого феросплаву, що містить 80 % марганцю і 20 % заліза). Марганець дзеркального чавуну зв'язав сірку у сполуку MnS, тим самим запобігав появі червоноламкості сталі. Кисень також сполучався з марганцем з утворенням оксиду марганцю, що має значно меншу густину ніж рідка сталь. Оксид спливає вгору, і долучається до металургійного шлаку на поверхні. Шлак видаляють, отримуючи сталь, вільну від кисню.
Сам Р. Мюшет сподівався, що вдосконалення бесемерівського процесу, на які він отримав 4 патенти, принесе чималі прибутки як йому, так і Бессемеру. Та йому не судилося зазнати ані визнання, ані багатства з цього приводу. Переговори з Бессемером закінчилися безрезультатно. Єдиний спосіб захисту для Бесемера полягав в доказі відсутності новизни в цій ідеї. Цієї позиції Бессемер і дотримувався все життя. У 1866 році Мюшет захворів та був не в змозі витримати судові засідання з розгляду конфлікту з Г. Бессемером та іншими щодо своїх винаходів. Надалі Г. Бессемер, коли в пресі почалася кампанія проти його патентів, вважав вигіднішим виплачувати Мюшету щорічну пенсію у 300 фунтів стерлінгів (фактично — ліцензійні відрахування), ніж витрачати сили і кошти на боротьбу з газетними публікаціями.
1857 р. Р. Мюшет став першим, хто виготовив довгі рейки зі сталі, а не з чавуну, чим створив базу для розвитку залізничних перевезень у всьому світі наприкінці XIX століття. Перша партія стальних рейок Р. Мюшета була встановлена на найінтенсивнішому торговому відрізку на центральній залізничній станції міста Дербі. У той час залізні рейки мали оновлюватися кожні шість місяців, а іноді й кожні три. Шість років по тому, у 1863 році, рейки виглядали як нові, хоча ними щоденно проїздили близько 700 потягів.
У 1861 році Р. Мюшет винайшов утеплену надставку виливниці, так званий «Dozzle» (живильник). По суті, це відкритий стояк із жаростійкою футеровкою. Його вставляли у верхню частину ливарної форми. Мета пристрою полягала у тому, щоб утворити додатковий резервуар розплавленої сталі, яка затягувалася вниз і заповнювала усадкову порожнину виливка, що охолоджувався. Такі «Dozzle», що називають «гаряча верхівка» (англ. hot top), «живильна голівка» (англ. feeder head) або «живильник» («додаток») використовуються у ливарному виробництві й сьогодні.
Проривом у металургії стало винайдення Р. Мюшетом у 1868 році нової інструментальної сталі. Дослідник вперше додав вольфрам (приблизно 5 %) як легувальну добавку. Ця сталь увійшла в історію металургії під назвою «спеціальна сталь Роберта Мюшета» або RMS (англ. Robert Mushet's Special Steel, RMS), вона могла витримати червоне розжарювання не лише зберігаючи свою твердість, а навіть збільшуючи її. Різці, виготовлені з цієї сталі, дозволили у півтора рази підвищити швидкість різання металу. Разом з тим, з'явилась можливість обробляти твердіші матеріали. Використання інструменту з RMS потребувало модернізації верстатів, що посприяло індустріалізації обробки металів. Цей сплав став попередником швидкорізальної сталі.
У 1876-му Інститут заліза і сталі (сьогодні — Інститут матеріалів, мінералів та гірничої справи) за видатні досягнення у промисловості сталі нагородив його Золотою медаллю Бессемера.
Роберт Мюшет помер 29 січня 1891 р. у Челтенхемі, після довготривалої хвороби, залишивши вдову і двох синів.